# Осіївка (річка)
Осіївка — річка  в Україні, у  Бершадському районі Вінницької області. Права притока Південного Бугу  (басейн Чорного моря ).

## Опис
Довжина річки 13 км., похил річки — 4,2 м/км. Площа басейну 92,6 км².

## Розташування
Бере  початок на північному заході від Поташні. Тече переважно на північний схід через Малу Киріївку, Осіївку і на північному заході від Гайворона впадає у річку Південний Буг.